# Notre-Dame des Fleurs
 (mai 2023).
- Si vous ne connaissez pas le sujet, laissez ce bandeau (vous pouvez alors contacter les auteurs).
- Si vous supprimez le contenu mis en cause (vous pouvez préalablement contacter les auteurs),

argumentez précisément cette suppression dans la page de discussion
(un manque de référence n'est pas un argument ; une recherche réelle de référence doit avoir été effectuée, être formellement documentée).
Notre-Dame des Fleurs est le premier roman de Jean Genet, écrit dans la prison de Fresnes en 1942 et publié pour la première fois en décembre 1943.

## Historique
Le roman est d'abord publié en 1943 à Monte-Carlo dans une édition limitée à 350 exemplaires. Le texte est repris aux éditions L'Arbalète de Lyon en 1948, puis chez Gallimard en 1951.

## Résumé
Dans son roman Genet choisit d’écrire, depuis sa cellule de prison, ses fantasmes. Il imagine des personnages, les fait jouer, s’aimer, se détester tout en se glissant à l’intérieur de chacun d’eux. Il raconte alors l’histoire de Divine, anciennement Louis Culafroy. Le lecteur suit son parcours tout au long du roman qui se construit sur le modèle détourné d’une vie de saint. Le lecteur suit alors sa vie, son travail de prostitution, sa communauté de travestis, ses amours et sa rencontre avec un jeune assassin, Notre-Dame, qui donne son nom au roman.

## Personnages
- Divine ; Louis Culafroy
- Adrien Baillon (Notre-Dame des Fleurs), né le 19 décembre 1920 à Paris.
- Mignon
- Ernestine, la mère de Divine

## Adaptation théâtrale
En janvier 2012, Daniel Larrieu présente au Théâtre de l'Athénée Louis-Jouvet la pièce Divine, variation théâtrale chorégraphiée d'après Notre-Dame-des-Fleurs, mise en scène par Gloria Paris.

## Adaptation pour le cinéma
Au milieu des années 1970, David Bowie rêve d'interpréter le rôle de Divine. Avec le producteur Christopher Stamp, frère de l’acteur Terence Stamp, ils demandent à Jean Genet de composer une adaptation pour le cinéma. Le scénario est rédigé en 1975 mais ne sera jamais tourné ; le manuscrit de Divine n'est retrouvé qu'en 2020.

## Être une femme chez Genet
On remarque dans le roman l’absence de représentation de femmes. L’unique exception est Ernestine, la mère de Divine et celle-ci est traitée de manière péjorative. Elle est présentée comme un monstre : elle tente même de tuer son enfant. Ce traitement particulier peut s’expliquer par l’abandon de l’auteur par sa mère lorsqu’il était petit, un traumatisme dont il parle souvent dans ses œuvres.
« Elle souriait dans le parquet luisant à son reflet antipode qui faisait d’elle la reine de pique, la veuve de mauvaise influence. ».
Cette femme est donc présentée comme une créature horrifique. Le personnage de Divine ne la considère pas comme appartenant au genre féminin : 
« (…) et pour elle, femme non plus, Ernestine qui était sa mère ».
Une réflexion sur la représentation de la femme est tout de même présente dans le livre.
« Il serait curieux de savoir à quoi correspondaient les femmes dans l’esprit de Divine et surtout dans sa vie. Sans doute, elle-même n’était pas femme (c'est-à-dire femelle à jupe) ; elle ne tenait à cela que par sa soumission au mâle impérieux ».
Le patriarcat est bien présent chez Genet, tant dans la mentalité de ses personnages que dans la représentation de ceux-ci dans ses œuvres. Être une femme chez Genet est relié à la maternité, lors de la transformation de Louis Culafroy en Divine c’est par la tendresse maternelle, un élément féminin que le garçon/fille se définit. Être une femme donc, c’est être une mère et être soumise à un homme. Ainsi, la mère de Divine qui n’éprouve pas de tendresse maternelle et qui n’est pas dominée par un homme n’est, selon le personnage, pas une femme.

## Genet et le genre
L’auteur choisit de placer son histoire dans une communauté mise de côté : les hommes travestis de Montmartre. Genet refuse une identité de genre pure et mêle, dans ses personnages masculins, caractéristiques de virilité et de féminité sans remettre en question leur masculinité. On peut mettre cette façon d’appréhender les genres en liens avec les théories de Judith Butler sur le genre (Gender Trouble, 1990). En effet celle-ci définit le genre comme quelque chose que l’on a tort de naturaliser, il s’agit pour Butler du fruit d’une construction sociale qui amène une domination. Si on ne trouve l’aspect du combat de la domination des femmes chez Genet on trouve cependant cette séparation entre anatomie et genre à laquelle Butler souhaite accéder. La société hétérosexuelle n’est pas représentée dans le roman et l’opposition binaire qui la caractérise non plus. Chez Genet, les personnages sont doubles, tantôt femme tantôt homme, jamais enfermés dans un genre, toujours changeants. Genet dit alors, prévenant son lecteur : « Je vous parlerai de Divine, au gré de mon humeur mêlant le masculin au féminin ». Cette ambiguïté de genre tout au long du roman a bien sûr des conséquences sur la langue.
On observe notamment ce jeu autour des pronoms avec le personnage de Divine.
« Alors venait à son aide l’idée de solidité qu’elle associait à l’idée de virilité et c’est dans la grammaire qu’elle la trouvait à sa portée. Car, si pour définir un état qu’elle éprouvait, Divine osait employer le féminin, elle ne le pouvait pas pour définir une action qu’elle faisait ».
C’est à travers la grammaire et une utilisation des pronoms changeante que le personnage de Divine peut exprimer cette dualité qui la définit. Le langage est en effet une affaire de genre dans Notre-Dame des Fleurs, 
« Les tantes là-haut, avaient leur langage à part. L’argot servait aux hommes. C’était la langue mâle ».
Pour le personnage de Divine, qui oscille entre masculin et féminin, il s’agit donc aussi d’alterner entre plusieurs manières de parler, de pronoms et d’accords d’adjectifs. Chez Genet, le masculin l’emporte sur le féminin. Les accords dépendent de la personnalité de la personne qui parle et qui semblent pouvoir choisir dans la langue la forme qui lui convient le mieux pour exprimer son intériorité.
On trouve ainsi dans le roman de nombreuses utilisations que l’on pourrait qualifier d’énallage : « elles sont trop cons toutes deux » L’emploi du pronom « elle » est souvent associé à des adjectifs conjugués au masculin. Dans une même phrase l’auteur réussit à illustrer la complexité de la représentation de son personnage. En effet, le travestissement implique un intérieur qui diffère de l’extérieur, que ce soit un corps masculin déguisé en femme ou un extérieur masculin qui se sent femme à l’intérieur. Dans ces deux cas une dualité existe et celle-ci se retranscrit dans la grammaire. Ainsi, si Genet insiste sur le fait que Divine est un homme, il utilise cependant le pronom « elle » : « Divine étant un homme, elle pense ». Ce traitement des pronoms comme le reflet de l’identité intérieure et non de l’apparence est extrêmement novateur.